# فورس، ماری
فورس (به انگلیسی: Forres) یک شهرک در اسکاتلند است که در Moray واقع شده‌است. فورس ۱۲٬۵۸۷ نفر جمعیت دارد.